# 43.M Zrínyi
«Зріньї» (угор. Zrínyi) —  угорська самохідна артилерійська установка (САУ) часів  Другої світової війни, класу  штурмових гармат, середня по масі. Створена в 1942—1943 роках на базі танка « Туран», за зразком  німецьких САУ  StuG III. У 1943—1944 роках вироблено 66 «Зріньї», що використовувалися угорськими військами аж до 1945 року. Після війни як мінімум одна САУ цього типу використовувалася в ролі навчальної до початку 1950-х років. Названа на честь угорсько-хорватського національного героя Міклоша Зріньї.

## Модифікації

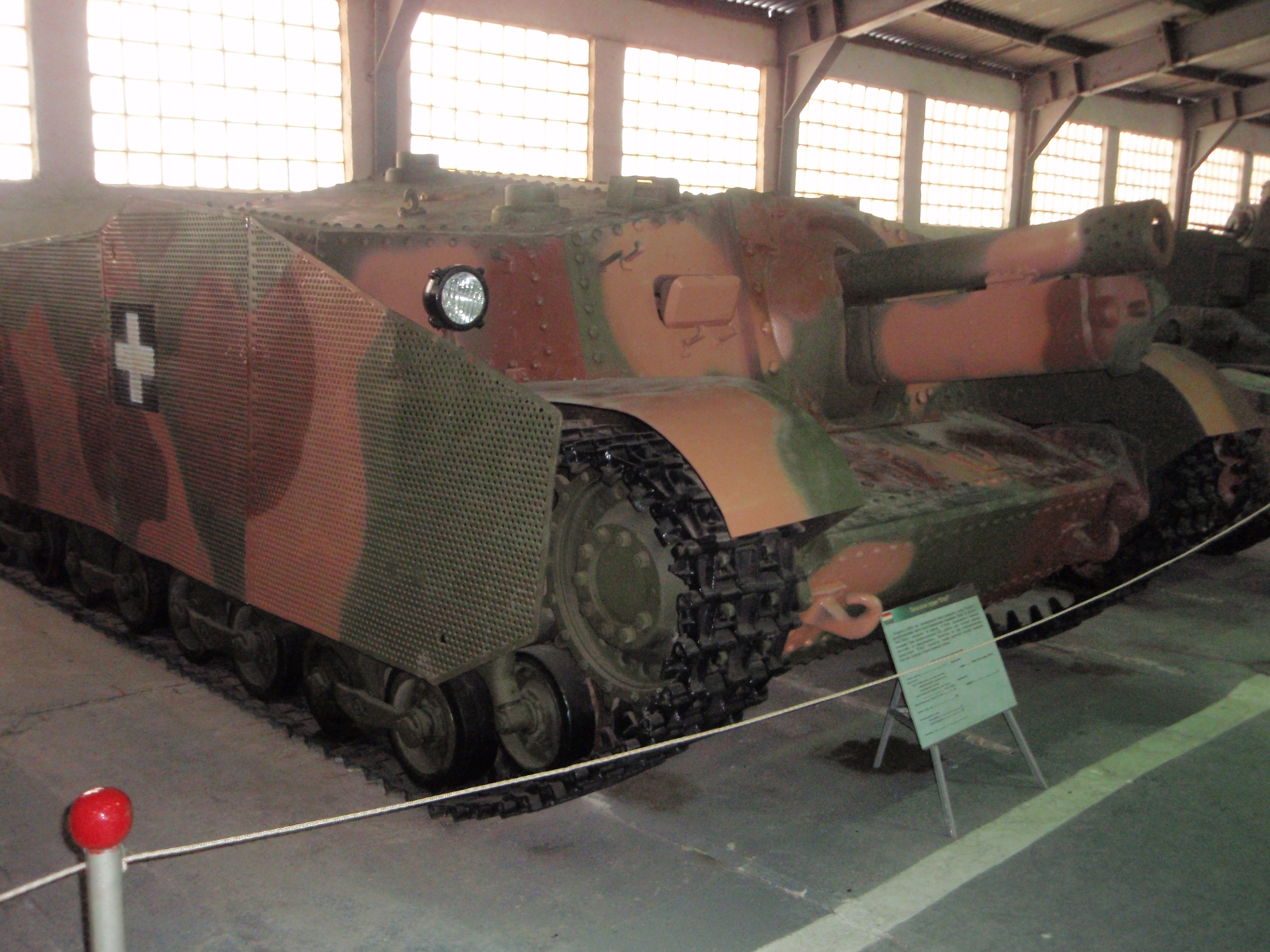
САУ «Зріньї» в бронетанкової музеї в Кубинці

- 40/43M Zrínyi (Zrínyi II)- базова модель, озброєна 105 мм гаубицею. Випущено 66 одиниць.
- 44M Zrínyi (Zrínyi I) — прототип  винищувача танків, озброєного довгоствольною 75-мм гарматою. Випущений дослідний тільки 1 зразок.

## Складалася на озброєнні
- Угорщина
- СРСР — три трофейних САУ
- Чехословаччина — одна трофейна САУ